# Tori Amos
Tori Amos (născută Myra Ellen Amos la 22 august 1963) este o cântăreață, pianistă și compozitoare americană. La vârsta de cinci ani începuse deja să compună piese instrumentale la pian, primind astfel o bursă de studii din partea Universității Johns Hopkins, fiind cea mai tânără persoana admisă vreodată. Înainte de a începe o carieră solo în 1992 cu albumul "Little Earthquakes", Tori Amos a fost solista trupei Y Kant Tori Read. Piesele ei cuprind o gamă largă de subiecte precum sexualitatea, feminismul, politica sau religia. Este căsătorită cu inginerul ei de sunet Mark Hawley și împreună au o fiică, Natashya "Tash" Lórien Hawley, născută în data de 5 septembrie 2000. Amos locuiește acum în Cornwall, Anglia cu familia sa. Cântăreața are cinci nominalizări la MTV Video Music Awards și opt nominalizări la premiile Grammy.

## Discografie

### Albume de studio
- 1992 - Little Earthquakes
- 1994 - Under the Pink
- 1996 - Boys for Pele
- 1998 - From the Choirgirl Hotel
- 1999 - To Venus and Back
- 2001 - Strange Little Girls
- 2002 - Scarlet's Walk
- 2005 - The Beekeeper
- 2007 - American Doll Posse
- 2009 - Abnormally Attracted to Sin
- 2011 - Night of Hunters
- 2014 - Unrepentant Geraldines
- 2017 - Native Invader
- 2021 - Ocean to Ocean
- 2025 - The Music of Tori and the Muses

### Compilații
- 2003 - Tales of a Librarian
- 2006 - A Piano: The Collection
- 2012 - Gold Dust

### DVD
- 2004 - Welcome to Sunny Florida